# Antonio García-Baquero González
Antonio García-Baquero González (Alcalá del Río, 28 de abril de 1944-Sevilla, 8 de mayo de 2007), fue un historiador y catedrático español. Ocupó la cátedra del Departamento de Historia Moderna de la Universidad de Sevilla.

## Biografía
El profesor Antonio García-Baquero González, nacido en Alcalá del Río, se ha destacado en su oficio de historiador. Su prestigio está reconocido a nivel nacional e internacional. Más de un centenar de publicaciones -libros, artículos, colaboraciones en enciclopedias, aportaciones a congresos y seminarios- avalan esta labor ininterrumpida durante más de treinta años. Falleció el 8 de mayo de 2007 en Sevilla a los 63 años de edad.

## Obras
Sus trabajos tienen como columna vertebral el estudio del comercio colonial andaluz en el s.XVIII. En principio quiso establecer la relación entre la quiebra de la monarquía absoluta española y el hundimiento del comercio colonial. Pero al profundizar en las fuentes, y entablar relación con historiadores de proyección internacional, amplió su campo de trabajo en un empeño por diseccionar la estructura de la producción española y el desarrollo de Andalucía y de España, partiendo de los datos del comercio. Poco después, abordará el estudio de las relaciones entre el poder político y la hacienda, la contraposición de intereses de las burguesías gaditanas y americanas, la importancia de las mentalidades en la actividad económica andaluza, la falta de industrialización, la precariedad de los gremios en Sevilla, etc. Su primera obra Comercio colonial y guerras revolucionarias. La decadencia económica de Cádiz a raíz de la emancipación americana, del año 1972, supuso una original innovación en una época en que los trabajos de investigación del Departamento de Historia Moderna de la Universidad de Sevilla se centraban sobre todo en la transición del Antiguo al Nuevo Régimen desde la óptica de la historia política.
A partir de entonces, sus publicaciones siempre han sido alabadas y reconocidas. Su tesis doctoral, Cádiz y el Atlántico (1717-1778), dirigida por José Luis Comellas, pronto se convirtió en un clásico y sigue siendo una obra de referencia imprescindible. Su prestigio internacional se corrobora con la participación en numerosos congresos, así como con el reconocimiento que de su obra han hecho historiadores como Pierre Vilar, Bartolomé Bennassar, Richard Herr, Carmagnani, Fisher, o Hamilton. Más recientemente, su curiosidad natural y su vinculación al mundo de la tauromaquia le llevaron a investigar sobre la raíz de la fiesta de los toros, la simbología de la misma y la reglamentación de la fiesta por las autoridades ilustradas.

## Otros méritos académicos
Fue director de numerosas tesis doctorales y de equipos de investigación; presidente del Patronato de la Fundación Española
de Historia Moderna entre los años 2002 y 2006; impulsor de la Fundación de Estudios Taurinos y miembro del Consejo de Redacción de la Revista de Estudios Taurinos; director del Departamento de Historia Moderna de la Universidad de Sevilla